# Parry Sound District
Der Parry Sound District ist ein Verwaltungsbezirk im Zentrum der kanadischen Provinz Ontario. Hauptort ist Parry Sound. Die Einwohnerzahl beträgt 42.824 (Stand: 2016), die Fläche 9326,48 km², was einer Bevölkerungsdichte von 4,6 Einwohnern je km² entspricht. Der Bezirk liegt am Ostufer der Georgsbucht des Huronsees und umfasst einen Teil des Biosphärenreservat Frontenac Arch.
| Sudbury District        | Nipissing District                          |                    |
| Georgian Bay (Huronsee) | Kompassrose, die auf Nachbargemeinden zeigt | Nipissing District |
|                         | Muskoka District Municipality               |                    |

## Administrative Gliederung

### Städte und Gemeinden
| Ort                | Status   | Bevölkerung (2016) |
| ------------------ | -------- | ------------------ |
| Armour             | Township | 1.414              |
| Burk's Falls       | Village  | 981                |
| Callander          | Township | 3.863              |
| Carling            | Township | 1.125              |
| Joly               | Township | 304                |
| Kearney            | Town     | 882                |
| Machar             | Township | 882                |
| Magnetawan         | Township | 1.390              |
| McDougall          | Township | 2.702              |
| McKellar           | Township | 1.111              |
| McMurrich/Monteith | Township | 824                |
| Nipissing          | Township | 1.707              |
| Parry Sound        | Town     | 6.408              |
| Perry              | Township | 2.454              |
| Powassan           | Town     | 3.455              |
| Ryerson            | Township | 648                |
| Seguin             | Township | 4.304              |
| South River        | Village  | 1.114              |
| Strong             | Township | 1.439              |
| Sundridge          | Village  | 961                |
| The Archipelago    | Township | 531                |
| Whitestone         | Township | 916                |

### Gemeindefreie Gebiete
- Parry Sound, Unorganized, Centre Part
- Parry Sound, Unorganized, North East Part

### Indianerreservationen
- Dokis 9
- French River 13
- Henvey Inlet 2
- Magnetawan 1
- Naiscoutaing 17A
- Parry Island First Nation
- Shawanaga 17